# 텔리카 화산
텔리카 화산(영어:Telica)은 성층 화산으로, 니카라과 서부 레온주에 위치해 있다. 활화산으로, 정상에 분화구가 있는데 그 안은 매우 깊다. 분화구 내에는 용암 돔이 있으며, 가끔식 분화한다. 그러나 분화 조짐은 보이지 않으며, 높이는 해발 1,061m이다.
1948년 분화한 바 있으며, 2015년 5월 마지막으로 분화하였다.